# 物理引擎
物理引擎是一个计算机程序模拟牛顿力學模型，使用质量、速度、摩擦力和空气阻力等变量。可以用来预测这种不同情况下的效果。它主要用在計算物理學和电子游戏以及電腦動畫當中。

## 說明
物理引擎有兩種類型常見的型類：實時物理引擎和高精度物理引擎。高精度的物理引擎需要更多的處理能力來計算非常精確的物理，通常使用在科學研究（計算物理學）和電腦動畫電影製作。實時物理引擎使用通常使用在電子遊戲並且簡化運算，降低精確度增以減少計算時間，得到在電子遊戲當中可以接受的的處理速度。

## 物理处理器（PPU）
2006年2月，Ageia发布了首个专门用来处理物理运算的微型处理器——物理处理器（后来被NVIDIA收购），称为PhysX。

## 實例

### 物理引擎
- Algodoo
- ODE
- Box2D
- PhysX
- Bullet
- Havok引擎

### 應用
- Phun－一個物理演算軟體。
- ENIAC－用於計算外彈道。